# Sminthurides serratus
Sminthurides serratus är en urinsektsart som beskrevs av James P. Folsom och Mills 1938. Sminthurides serratus ingår i släktet Sminthurides och familjen Sminthurididae. Inga underarter finns listade i Catalogue of Life.